# Tunel Hlinky
Tunel Hlinky je jednosměrný silniční tunel v Brně na silnici I/42, která tvoří brněnský Velký městský okruh (VMO). Nachází se v katastrálním území Pisárky, vedle tramvajové vozovny Pisárky a nedaleko areálu brněnského výstaviště.

## Historie
Tunel byl vybudován v rámci stavby „VMO, MÚK Hlinky“ mezi lety 2003 a 2007 na křížení Velkého městského okruhu s frekventovanými ulicemi Hlinky a Pisárecká a tramvajovou tratí. Celková částka za kompletní mimoúrovňovou křižovatku činila 2,676 mld. Kč. Základní kámen stavby byl položen 8. prosince 2003. VMO zde byl v úzkém hrdle (ulice Bauerova) mezi areály Dopravního podniku města Brna a vodáren zapuštěn 2,5 m pod úroveň terénu. Zatímco niveleta dvou jízdních pruhů ve směru ze Žabovřesk byla pouze snížena, třípruhový směr od Riviéry a Pisáreckého tunelu do Žabovřesk byl navíc zakryt estakádou, čímž byl vytvořen tunel Hlinky o délce 312 m. Po této estakádě vedou odbočné větve mimoúrovňové křižovatky, která se na světelné křižovatce v „prvním patře“ úrovňově kříží s ulicemi Hlinky a Pisáreckou.
Stavbu „VMO, MÚK Hlinky“ projektovala firma PK Ossendorf, zhotovitelem bylo sdružení „MÚK Hlinky“, které bylo tvořeno firmami Skanska, divize Dopravní stavby a OHL ŽS. Část stavby byla předána do provozu v prosinci 2005. K oficiálnímu zprovoznění celé křižovatky včetně tunelu došlo 28. června 2007, přičemž ještě předtím, 23. června téhož roku, byl uspořádán den otevřených dveří. Práce byly definitivně ukončeny v říjnu 2009.